# Rhopographus zeae
Rhopographus zeae är en svampart som beskrevs av Pat. 1893. Rhopographus zeae ingår i släktet Rhopographus, ordningen Pleosporales, klassen Dothideomycetes, divisionen sporsäcksvampar och riket svampar.   Inga underarter finns listade i Catalogue of Life.